# 739 Mandeville
739 Mandeville è un asteroide della fascia principale del diametro medio di circa 107,53 km. Scoperto nel 1913, presenta un'orbita caratterizzata da un semiasse maggiore pari a 2,7373928 UA e da un'eccentricità di 0,1428950, inclinata di 20,70919° rispetto all'eclittica.
Il suo nome è un omaggio alla città di Mandeville, in Giamaica.